# Ruppichteroth
Ruppichteroth – miejscowość i gmina w Niemczech, w kraju związkowym Nadrenia Północna-Westfalia, w rejencji Kolonia, w powiecie Rhein-Sieg. W 2010 roku liczyła 10 631 mieszkańców.

## Współpraca
Miejscowości partnerskie:
- Caputh – dzielnica gminy Schwielowsee, Brandenburgia
- Longdendale, Anglia
- Schenkendöbern, Brandenburgia